# Chrysosoma nonnitens
Chrysosoma nonnitens är en tvåvingeart som beskrevs av Octave Parent 1937. Chrysosoma nonnitens ingår i släktet Chrysosoma och familjen styltflugor. Inga underarter finns listade i Catalogue of Life.